# Schloss Triftlfing

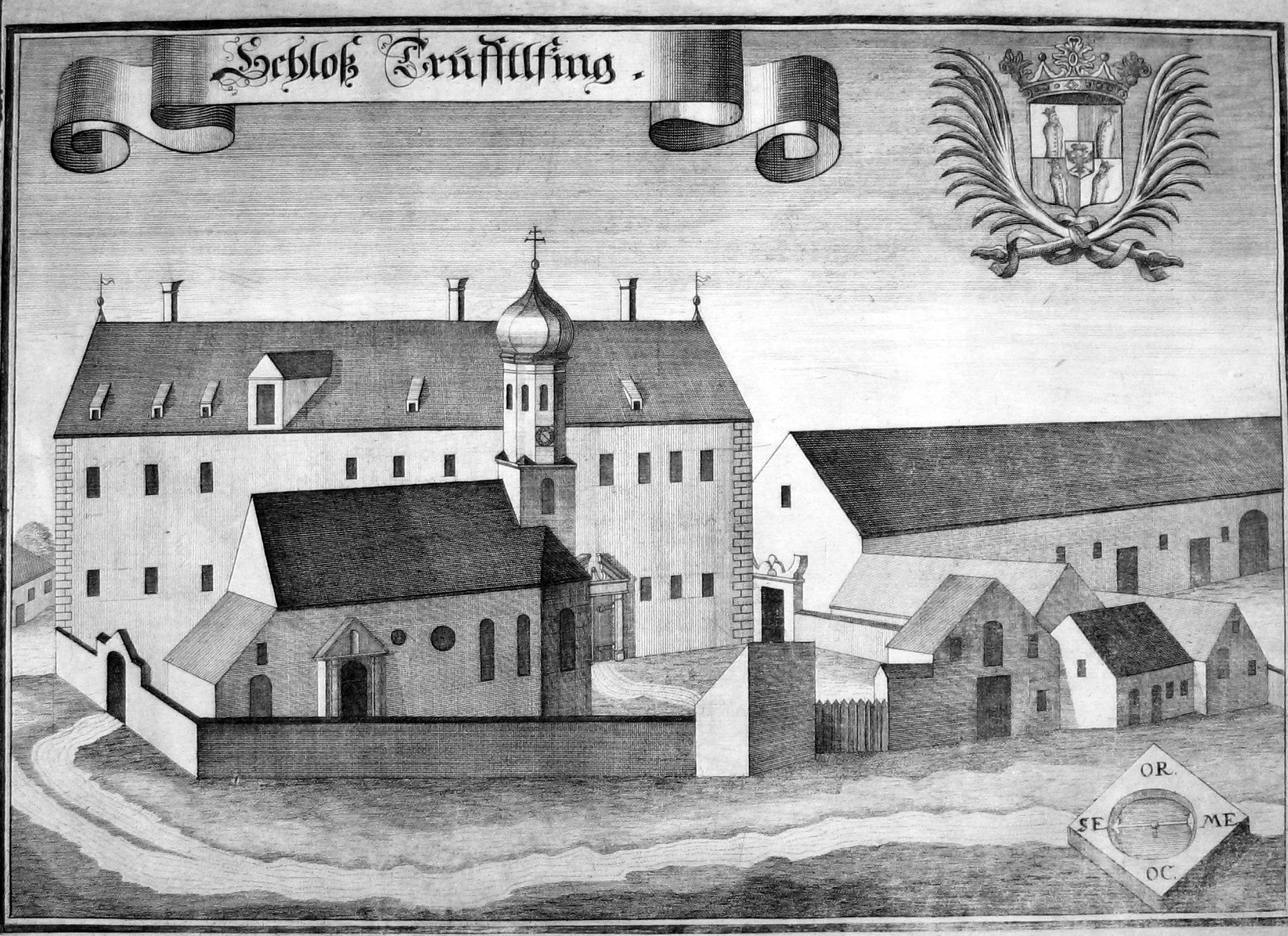
Kupferstich von Michael Wening (1645–1718) vom Schloss Triftlfing

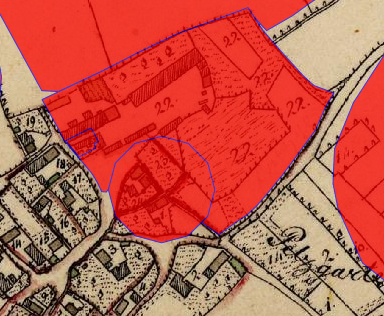
Lageplan von Schloss Triftlfing auf dem Urkataster von Bayern

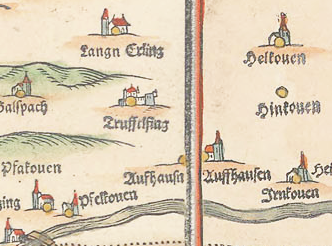
Triftlfing auf der Baierischen Landtafel von Philipp Apian von 1568

Das Schloss Triftlfing ist ein denkmalgeschütztes Gebäude am Schloßplatz 38 im Gemeindeteil Triftlfing der Gemeinde Aufhausen im Landkreis Regensburg (Bayern). Es ist unter der Aktennummer D-3-75-115-14 als Baudenkmal verzeichnet. „Archäologische Befunde und Funde im Bereich des ehem. Hofmarkschlosses Triftlfing, zuvor mittelalterliche Niederungsburg“ werden zudem als Bodendenkmal unter der Aktennummer D-3-7139-0078 geführt.

## Geschichte
Der Ort wird kurz vor 1000 im Traditionsbuch des Hochstifts Brixen erstmals erwähnt, und zwar als Trutliupinga, abgeleitet von dem Personennamen Truhtliob und der bajuwarischen Endung -ing. In der zweiten Hälfte des 12. Jahrhunderts erscheint Trouhtiluoibingin, als es von Graf Gebhard III. von Sulzbach für sein Seelenheil dem Kloster Prüfening gestiftet wurde. 
Zwischen 1200 und 1206 vermacht Gräfin Elisabeth von Ortenburg, Tochter Gebhards III. und Ehefrau Graf Rapotos I. von Ortenburg, dem Hochstift Passau ein predium de Truhtliebingen zusammen mit einem weiteren Gut in Aufhausen. Das Passauer Hochstift verkauft 1279 seinen Besitz in Triftlfing dem Deutschen Ritterorden.  Aber erst in dem nach 1301 angefertigten niederbayerischen Urbar wird zu Truhtlevbing daz havs genannt, womit die Befestigungsanlage gemeint ist. Die nun an den Herzog abgabepflichtigen Güter zu Triftlfing stammen aus dem früheren Besitz des Deutschen Ordens und des Klosters Prüfening. Nach einem Urbar des Viztumamtes Straubing sind diese Güter (samt der Burg) erbrechtlich an die Regensburger Bürgerfamilie der Woller ausgegeben worden. Noch im 14. Jahrhundert ist die Burg an Wernt den Auer gekommen. Dieser nennt sich spätestens 1344 nach Triftlfing. In einer Papsturkunde von 1358 wird er als Werento Awer de Truchtoluing Miles bezeichnet. Dieser Werner wird sogar Viztum zu Straubing. 1368 übergibt er die Veste Truchtlfing seinem Schwiegersohn Degenhart den Hofer, der sich dann auch nach diesem Ort nennt. 
Im späten 15. Jahrhundert sind die Stauffer von Ehrenfels Hofmarksherren  in Triftlfing (und auch zu Köfering). Trotz ihrer Beteiligung am Löwleraufstand bleiben sie im Besitz dieser Güter. Über die Adelsfamilie der Zenger kommt die Hofmark dann an die Freiherren von Fraunhofen, die in der Mitte des 17. Jahrhunderts von dem Freiherrn von Königsfeld abgelöst werden. Dieser legte seine Besitzungen zu Alteglofsheim, Zeitzkofen und Triftlfing zusammen, wobei Triftlfing nicht mehr Herrschaftssitz war.
1726 wurde das Schloss nach einem Brand wieder aufgebaut; der ursprüngliche Charakter als Wasserburg mit Bergfried und donjonartigen Wohnturm ging dabei verloren. Noch von Philipp Apian wird Triftlfing als sehr große Burg in der Ebene beschrieben. In der Landtafel von 1737 wird Triftlfing als Dorf und Schloß, so in einem Tal liegt, mit einem Wassergraben umfangen beschrieben. Im 19. Jahrhundert erfolgten weitere Umbauten.

## Gebäude
Das ehemalige Hofmarkschloss ist ein zweigeschossiger und giebelständiger Satteldachbau mit Schweifgiebeln.